# Fernando de Meneses, 2.º Conde da Ericeira
D. Fernando de Meneses, 2.° Conde da Ericeira  (27 de novembro de 1614 — Lisboa, 22 de junho de 1699) foi um nobre português, do século XVII, muito versado em geometria, geografia e arquitetura militar.

## Biografia

### Família e educação
D. Fernando era o filho primogénito de D. Henrique de Meneses, 5.° senhor de Louriçal, e de sua esposa D. Margarida de Lima, filha de João Gonçalves de Ataíde, o 4.° Conde de Atouguia.
Em 1625, ele herdou o título nobiliárquico de seu tio-avô D. Diogo de Meneses, o 1.° Conde da Ericeira, irmão mais novo de seu avô paterno, tornando-se o 2.° Conde da Ericeira. Com a morte do pai, tornou-se ainda o 6.° senhor de Louriçal.
Aprendeu os preceitos da língua latina com o frei Francisco de Santo Agostinho de Macedo, e as disciplinas matemáticas com os padres jesuítas Inácio Stafford e Cristóvão Barros.

### Carreira militar
D. João IV de Portugal, tendo sido aclamado rei, reconhecendo o elevado valor militar de D. Fernando de Meneses para a Guerra da Restauração que se ia desenrolar contra Filipe III de Portugal, encarregou-o de fortificar os portos marítimos contra a invasão dos castelhanos, missão esta que ele prontamente executou, aumentando com maior número de artilharia o Castelo de Outão de Setúbal e levantando alguns fortes em Aveiro, Buarcos, Peniche e outros lugares marítimos.
Nas batalhas de Montijo, Valverde e Barcarrota, Meneses se tornou distinto e livrou a cidade de Évora do cerco a que tinha sido submetida pelo general castelhano Marquês de Legañez. Sendo governador da praça de Peniche, impediu o desembarque da armada inglesa no porto. Em 1656, foi nomeado governador e capitão-general de Tânger, para onde partiu em 17 de fevereiro, sendo recebido naquela praça com multiplicadas descargas de artilharia pelo seu antecessor D. Rodrigo de Lencastre.

### Comendas e ofícios
Comendador das comendas de São Pedro de Elvas e de Santa Cristina de Serzedelo, D. Fernando foi conselheiro de guerra; gentil-homem da câmara do infante D. Pedro, depois D. Pedro II de Portugal; deputado da Junta dos Três Estados; vereador do Senado de Lisboa; regedor da Casa da Suplicação; e por fim conselheiro de Estado, rejeitando o governo do Reino do Algarve e a vedoria da Fazenda, lugares que lhe foram oferecidos.

### Família
D. Fernando de Meneses foi casado com D. Leonor Filipa de Noronha, uma das damas da rainha D. Luísa de Gusmão, filha de Fernão de Saldanha, capitão-general da ilha da Madeira e comendador de São Martinho de Santarém, e de D. Joana de Noronha.
Eles tiveram apenas uma filha: D. Joana Josefa de Meneses (1651-1709), 3.° Condessa da Ericeira que se casou com seu tio D. Luís de Meneses.

### Obras
- Vida e acções de el-rei D. João I, offerecida à memoria posthuma do Serenissimo Principe D. Theodosio», Lisboa, 1677;
- Historia de Tanger, que comprehende as noticias desde a sua primeira conquista até á sua ultima ruina», Lisboa, 1732; saiu póstuma, por diligência do editor Miguel Lopes Ferreira;
- Novena da Encarnação e exercicios espirituaes para os devotos que a tomarem», Lisboa, 1682, sem o nome do autor;
- Historiarum Lusitanorum ab anno MDCXL ad MDCLVII», Lisboa, 1737, 2 tomos; traz o seu retrato gravado a buril.

Deixou outras obras de menos importância, em prosa e em verso, e muitos volumes manuscritos, que nunca foram publicados.